# NGC 2842
NGC 2842 je galaksija u zviježđu Kobilici.

## Vanjske poveznice
- SEDS: NGC 2842